# Ouchatchy
Ouchatchy (en biélorusse : Ушачы, en łacinka : Ušačy) ou Ouchatchi (en russe : Ушачи ; en polonais : Uszacz) est une commune urbaine de la voblast de Vitebsk, en Biélorussie, et le centre administratif du raïon d'Ouchatchy. Sa population s'élevait à 6 030 habitants en 2016.

## Géographie
Ouchatchy est située à 36 km au sud-sud-ouest de Polatsk, à 101 km à l'ouest de Vitebsk et à 158 km au nord-nord-est de Minsk.

## Histoire
Durant la guerre civile, la localité est brièvement occupée par les troupes polonaises (septembre 1919) puis elle est reprise par l'Armée rouge et rattachée à la République socialiste fédérative soviétique de Russie. En mars 1923, Ouchatchy est transférée à la république socialiste soviétique de Biélorussie, puis, le 17 juillet 1924, devient le centre administratif d'un raïon. Le 27 septembre 1938, le village est élevé au statut de commune urbaine.
Pendant la Seconde Guerre mondiale, Ouchatchy est occupée par l'Allemagne nazie du 7 juillet 1941 au 29 juin 1944. La population juive — 23,8 pour cent de la population au recensement de 1939 — est enfermée dans un ghetto en octobre 1941. Le 12 janvier 1942, le ghetto est « liquidé » et les Juifs sont assassinés dans une exécution de masse. Quelques jours plus tard, les Juifs du village voisin de Koublitchi sont à leur tour assassinés sur le même lieu d'exécution, le cimetière.

## Galerie
|  |  |

## Population
Recensements (*) ou estimations de la population :
| 1838 | 1897* | 1923* | 1926* | 1939* | 1945  |
| ---- | ----- | ----- | ----- | ----- | ----- |
| 716  | 1 268 | 1 239 | 1 251 | 2 046 | 1 012 |

| 1959* | 1970* | 1979* | 1989* | 1999* | 2009* |
| ----- | ----- | ----- | ----- | ----- | ----- |
| 2 302 | 2 604 | 3 821 | 5 827 | 5 900 | 5 514 |

| 2011  | 2012  | 2013  | 2014  | 2015  | 2016  |
| ----- | ----- | ----- | ----- | ----- | ----- |
| 5 518 | 5 979 | 6 047 | 6 071 | 6 036 | 6 030 |